# C12H14ClNO
化学式C12H14ClNO（摩尔质量：223.7 g/mol）可以指：
- 1-(4-氯苯甲酰基)哌啶，CAS号：26163-40-6
- 去甲氯胺酮，CAS号：35211-10-0 ，盐酸盐CAS号：79499-59-5
- 3-氯-N-环丙基卡西酮，CAS号：1193779-70-2

|  | 这个同类索引页列出了具有相同分子式的化学物（即同分異構體）条目。 除非您是有意链接至本页，否则应将相应条目的内部链接指向正确的条目。 |